# John Connelly
John Michael Connelly (* 18. Juli 1938 in St Helens, England; † 25. Oktober 2012 in Barrowford, Lancashire) war ein englischer Fußballspieler. Er kam in der Zeit zwischen 1959 und 1966 zu 20 Länderspielen für die englische Fußballnationalmannschaft, schoss dabei sieben Tore und war Teil des Teams, das im Jahr 1966 im eigenen Land die Weltmeisterschaft gewann.

## Sportlicher Werdegang
Nach seiner Jugendzeit bei dem heimischen Verein St. Theresa’s School Old Boys und St. Helens Town schloss sich Connelly im Alter von 18 Jahren dem damaligen Erstligisten FC Burnley an. Dort entwickelte er sich zu einem schnellen und torgefährlichen Flügelstürmer und gewann 1960 mit Burnley die englische Meisterschaft, in deren entscheidender Phase er jedoch verletzt war. Während der Saison 1959/60 debütierte er zudem in der englischen Nationalmannschaft, als das Team 1:1 gegen Wales in Cardiff spielte. Bereits zuvor war Connelly in einem Spiel der U23-Nachwuchsmannschaft zum Einsatz gekommen.
Nach einer weiteren Vizemeisterschaft und einem dritten Platz wechselte Connelly nach 105 Toren in 265 Spielen im April 1964 für eine Ablöse von 56.250 Pfund zu Manchester United. Bereits in seiner ersten Saison konnte er mit Manchester United die Meisterschaft gewinnen und steuerte selbst 15 Tore dazu bei. Sein letztes Spiel für die Nationalmannschaft absolvierte er dann bei der Eröffnungspartie Englands zur WM 1966, als die Mannschaft gegen Uruguay 0:0 spielte.
Nach insgesamt zwei Spielzeiten bei Manchester schloss sich Connelly den Blackburn Rovers an, nachdem diese gerade als Tabellenletzter aus der First Division abgestiegen waren. Dort war er in seiner ersten Saison erneut bester Torschütze des Vereins, konnte aber weder in diesem noch in den weiteren drei Jahren mit Blackburn aufsteigen. Er wechselte daraufhin 1970 in die dritte Liga, zum FC Bury, wo er in die vierte Liga abstieg und dort bis zu seinem Karriereende im Jahr 1973 nach insgesamt 181 Toren in 572 Spielen verblieb.
Nachdem er sich zur Ruhe gesetzt hatte, betrieb Connelly mit seiner Frau in Brierfield, in der Nähe von Burnley gelegen, einen Fish-and-Chips-Laden mit dem Namen „Connelly’s Plaice“ (engl.: Connelly’s Scholle).

## Erfolge
- Weltmeister: 1966
- Englischer Meister: 1960, 1965